# ロバート・F・マークス

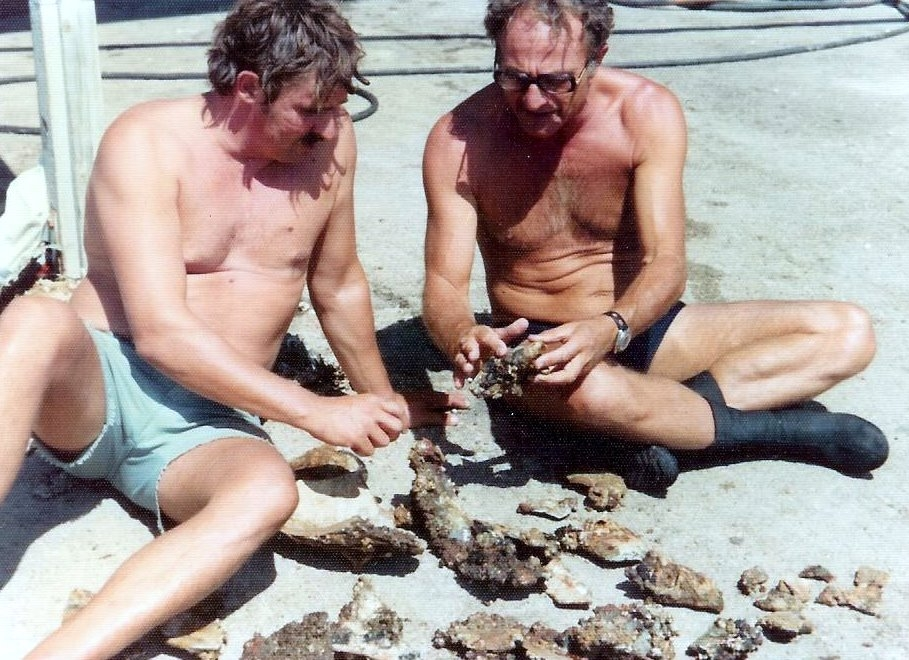
ロバート・F・マークス（左）

ロバート・F・マークス（Robert F.Marx 1933年12月8日 - 2019年7月4日）は、アメリカの海洋考古学者、歴史家。
妻はジェニファー・マークス。結婚後、フロリダ州インディアランティックに在住していた。
愛称はボブ。

## 来歴
1951年ロサンゼルスシティカレッジに入学する。しかし、入学中に兵役に応じ1953年12月に米海兵隊のスペシャリストダイビングusmcダイビングスクールのディレクターを務め、1956年9月名誉除隊する。除隊後、復学し、1957年2月にカレッジを卒業した。

## 評価
マークスは、アメリカのスキューバ・ダイビングの先駆者の1人であり、沈没船や水没した財宝等の引揚げ等の業績でも知られている。
しかし、マークスの度重なる沈没船引揚げの成功から『トレジャーハンティング』としてとらえられがちであるにもかかわらず、E・リー・スペンスは、マークスを『水中考古学の真の父である（true father of underwater archaeology）』と表現している。
マークスは、5,000回以上のスキューバー・ダイビングをこなし、歴史、考古学、沈没船、探検について800以上の報告書や記事、59冊もの本を出版しており、また、夫人のジェニファー・マークスとノンフィクションの本を共著している。
水中考古学会や海洋調査協会の設立のメンバーの1人であり、協会の評議会メンバーとしても務め、1972年には海洋史の調査・専門博士号制定に参加した。
クリストファー・コロンブスの初めての探検旅行を「ニーナII世号」で実際に再現した功績によって、スペイン国王イザベル・カトリック勲位による「ナイト」の称号を与えられた。
この時に行った航海記が、2009年4月にスティーブン・キング「ダークタワー」シリーズの翻訳で知られる風間賢二が日本語訳を出版。

## 考古学的探索及び回収活動
1. Drake's 湾で1595年に沈没したマニラの大型帆船San Augustin号を含む、カリフォルニア沿岸の難破船の探索および調査を行った。（1950年-1953年）
2. North Carolina Development Boardの後援の下、南北戦争の密航船の位置を突き止め、人工遺物の回収を行った。（1953年-1954年）
3. 米国海軍第6艦隊と合同での6ヶ月にわたる地中海巡航の期間中に、アゾレス諸島、スペイン、フランス、リビア、イタリア、ギリシャ、エジプトで難破船探索を行い、古い難破船15隻の位置を突き止め、その調査を行った。（1954年6月-12月）
4. ノースカロライナ州Cape Hatterasで、南北戦争のMonitor級の装甲艦の位置を突き止めた。（1955年）
5. プエルトリコおよびバージン諸島で、1650年-1800年期間のスペインと英国の難破船数隻の位置を突き止めた。（1955年-1956年）
6. 1957年まで知られていなかった、マヤ寺院の遺跡、天然井戸、zacbes （儀式用の土手道）および、コスメル島の洞穴墓地を発見した。メキシコのNational Institute of Anthropology and History（人類学・歴史学省）と協力して、トゥルム遺跡、コバー、シェル・ハおよび、そのほかのあまり知られていないキンタナ・ロー東海岸のマヤ遺跡を調査しコスメル島とムヘーレス島の海図の作成も行った。Dzibilchaltunのマヤの天然井戸で人工遺物の探索と回収をTulane大学考古学部の指揮のもと行った。フロリダ大学John Goggin教授のアシスタントを務め、スペインの植民地跡やユカタンのいくつかの現場の発掘を行った。（1957年2月-1959年9月）
7. スペインの大型帆船Nuestra Senora de los Milagros 号（1741年沈没）の残骸を発見し、同現場で一連の発掘作業3件を行い（最後のものは、公的なMexican Underwater Exploration Society (CEDAM) がスポンサー）、メキシコのキンタナ・ローで20万点超の人工遺物を回収した。（1957年）
8. 中南米沿岸のカリブ海、リーワード諸島およびウィンワード諸島およびバハマ諸島を探索し、1550年-1800年の間に難破した、スペイン、フランス、英国、オランダおよびポルトガルの沈没船、50隻超の位置を突き止めた。（1959年11月-1960年2月）
9. アゾレス諸島のTerceira周辺を探索し、Angra湾で16世紀末期-17世紀初頭のスペイン船4隻の位置を突き止め、さらに、同島のFanal湾でも同時期の3隻の位置を突き止めた。（1960年5月-1961年7月）
10. 古代ローマの水没都市であるCarteyaおよびBolonia（南スペイン）の水中探査を行った。スペインのMuseo Provincial de Cadizの後援の下、カディス港およびTarifa、Zahara、Sanlucar de Barrameda沖で難破船の位置を突き止め、探索した。（1960年-1962年）
11. Smithonian Institutionがスポンサーとなり行われた、バミューダ近郊に沈んでいる16世紀スペインの難破船の考古学的な発掘作業に参加した。（1963年8月）
12. Roncador、Quinta Sueño Banks、Isla Providencia（西カリブ海）への調査探索を組織し指揮を執る。その結果、スペイン植民地で、いくつかの重要な難破船の位置を突き止め、うち4カ所の探索を行った。（1963年6月-7月および1965年5月-11月）
13. Institute of JamaicaとJamaican National Trust Commissionの後援の下、1692年、地震により水没したポート・ロイアルの考古学的発掘の指揮を行った。この発掘は、現在に至るまで西半球で最も広範囲に及ぶ水中考古学的な発掘作業とされている。200万点超の人工遺物を回収し、当該プロジェクトに関して、40点の科学報告書を執筆した。（1965年11月-1968年6月）
14. ジャマイカのSt. Anne’s湾で、クリストファー・コロンブスが乗っていた沈没船2隻を発見した。（1968年2月）
15. フロリダ州メルボーン市のReal Eight Co. Inc.のためのResearch and Salvage（捜索・回収部門）にて部長を務める。夏にはフロリダ沿岸沖で、1715年に沈没した船団の難破船の発掘を行った。各年の夏季以外の時期には、バハマ諸島、メキシコおよびコロンビアで、古い難破船の位置を突き止め、その回収作業を行った。（1968年6月-1971年1月）
16. バハマ諸島のビミニ島およびアンドロス島沖で、地形の形成と水没した城壁と建造物に関する考古学的調査を行った。（1969年8月、1971年7月、1976年12月）
17. サウス・カロライナ州のチャールストンおよびサリバンズアイランド沖で、南北戦争時代の密航船3隻を発掘した。（1970年1月-2月）
18. メキシコのCEDAM後援の下、ユカタン半島の陸上および水中の考古学的探索を行った。（1971年4月-5月、1976年2月-3月）
19. Minnesota Historical Societyの後援の下、カリブ海のウィンワード諸島およびリーワード諸島の9島周辺で水中考古学的な遺跡の探索を行った。（1971年2月）
20. メキシコのToluca湖で、コロンブスによるアメリカ大陸発見以前の人工遺物の考古学的な調査を行った。（1971年6月）
21. Panama Institute of Tourismの後援の下、パナマ地峡両側の水中考古学的な遺跡を探索した。（1972年12月、1972年1月、1973年4月、1975年3月）
22. フロリダ州St. AugustineからマイアミまでAlcoa Seaprobe号に乗船し、古代船の深海難破船探索に参加した。（1972年3月、11月）
23. メキシコ湾のDry Tortugas諸島南の水深1,500フィートの海域で、ソナー装置やTVSS（テレビ探査と回収システム）を使用して17世紀初頭のスペインの難破船の位置を突き止めた。現場確認のため、同沈没船から碇が引き上げられた。（1972年11月）
24. Little Bahama Bankにて目視、ソナー装置および磁気探知機を使用した探査を行い、1656年に沈没したスペインの大型帆船Nuestra Senora de la Maravilla号を含む難破船合計21隻を発見した。（1972年6月-10月）
25. レバノンのDept. of Antiquities（古美術品省）の招待により、同国のビブロス、ティルス、サイダの古代フェニキア海港の探索を行い、紀元前5世紀および紀元前4世紀のフェニキアの難破船（その一つには、赤褐色の小立像の積荷があった）や、紀元前3世紀および紀元前2世紀の古代ギリシャの難破船2隻、紀元前1世紀の古代ローマの難破船2隻、さらに6世紀のビザンチン帝国の難破船1隻などを発見した。Department of Antiquities（古美術品省）用に、すべての沈没船の積荷から標本を採取した。（1973年2月、1974年7月）
26. Turks and Caicos Historical Societyの招待により、Turks および Caicos諸島周辺の島のひとつで、コロンブスが最初の航海で初めて上陸したかどうかを確認するための探索をし、17世紀初頭-19世紀半ばにかけての難破船11隻を発見した。（1971年11月、1973年3月、1977年3月）
27. 英国政府の招待により、南太平洋のアセンション島周辺海域の探索を行い、ウィリアム・ダンピア船長のDampier’s HMS Roebuck号を含む、16世紀中期-18世紀初頭にかけての難破船4隻を発見した。（1973年3月）
28. Florida Keys内の20平方マイルの海域を、目視と磁気探知機を利用した探索を行い、16世紀から18世紀にかけての難破船9隻を発見し、その調査を行った。（1973年5月-10月）
29. 現地政府の招待によりGrand Cayman島周辺海域を探索し、いくつかの難破船を発見した。（1973年11月、1978年2月）
30. オランダ政府の後援の下、カリブ海のシント・ユースタティウス島のOranjestad沖で、1687年に水没した水中都市の位置を突き止め、その海図の作成を行った。同遺跡の水没した建造物の海図作成に加え、いくつかの難破船を発見し、その調査を行った。（1973年12月）
31. Haifa大学のElisha Linder博士の指揮の下で、イスラエルの北海岸沿い海域での水中考古学調査と発掘作業に参加した。発掘物の大半は、港湾の構造物および十字軍の難破船であり、Acreの海域に集中していた。この海域ではまた、AthlitとShavei Zion海域で、フェニキアの難破船4隻およびヘレニズムと古代ローマの難破船のいくつかを捜索するチームを統率した。（1975年9月-10月、1976年5月）
32. パナマ政府後援の下、パナマの太平洋側と大西洋側双方の沿岸の探索を行った。太平洋側のPearl諸島周辺と大西洋側のChagres川の河口、Porto Bello、Nombre de Dios、さらにSan Blas諸島周辺海域で、広範囲にわたり目視と磁気探知機を使用して探索を行い、1800年以前の難破船44隻を発見し、いくつかの現場で試掘のための穴を掘削。（1976年6月-11月、1977年2月-7月）
33. 中米のベリーズ沖の海域で海底探索を行い、それまでは未着手であった7カ所の難破船を発見した。その中の2ヶ所は、17世紀のスペイン商船のものであった。（1976年4月）
34. オーストラリア政府の招待により、オーストラリア西海岸沖で、17世紀および18世紀のオランダの難破船4ヶ所、さらに他の時期の他国籍の難破船を探索した。（1977年8月-9月）
35. オランダ領Antilles政府の招待により、St. Martin’s、SobaおよびSt. Eustatiusの各島周辺海域で水中考古学調査を行い、それぞれの島の沖合で難破船を確認。政府に対して徹底した発掘をするよう推奨した。（1977年10月-11月）
36. MarathonとKey Largo間のFlorida Keysの海域で、難破船多数の探索と発掘を行った。それらの中には、1733年の大型帆船船団3隻と1622年の商船および1750年ころのフランス商船各1隻が含まれていた。（1978年3月-7月）
37. ケープ・カナベラル沖およびその周辺海域で、広範囲にわたり目視および磁気探知機を使用した探索を行い、いくつかの難破船を発見したものの、劣悪な作業環境のため発掘作業はできなかった。（1978年7月-9月）
38. Little Bahama Bankの40平方マイルの海域で、空からの査察と目視、また磁気探知機を使用した探索を行い、16世紀半ば-19世紀後半にかけての難破船28隻の位置を突き止めた。（1978年10月、1979年7月-9月）
39. ユネスコとモーリシャスのDepartment of Education（教育省）の後援によるモーリシャス・プロジェクトで、空からの査察と目視により暗礁探索を行い、1800年以前の難破船18隻の位置を突き止めた。その中には、16世紀ポルトガルの東インド貿易船4隻と17世紀および18世紀の東インド貿易船（フランス、オランダ、英国）7隻が含まれていた。この探索の期間中に、1774年に沈没したフランスの商船St. Geran号発掘チームのコンサルタントを務めた。膨大な数の人工遺物が回収され、同国のMaritime Museum（海洋博物館）に保管され、また展示もされている。（1979年2月-4月）
40. ブラジルのNaval Museum of Rio de Janeiro（リオデジャネイロ海軍博物館）の後援の下、目視によるSalvador (Bahia)沖の海底を探索し、17、18および19世紀の難破船13隻の位置を突 き止めた。その中には、1627年、攻撃中に沈没したオランダの私掠船の船長ピート・ヘイン（英語版）の旗艦が含まれていた。（1979年5月）
41. スペインPalma de Mallorcaの港周囲の海域で水中考古学調査を行い、ギリシャ船1隻、古代ローマ船2隻のアンフォラ容器運搬ガレー船を発見した。その他の海域では、難破船とは関係がないが5個の大型で鉛製の古代ローマの碇を発見した。（1979年6月）
42. ポルトガルの南海岸沿いにおいて水中考古学調査を行い、古代の難破船を捜索。Portimaoの港湾内で古代カルタゴと古代ローマの難破船を発見した。（1979年10月－11月）
43. San Miguel島およびSanta Maria島周辺海域のアゾレス諸島で水中考古学調査を行い、16世紀から18世紀にかけての難破船12隻の位置を突き止め、その調査を行った。（1979年12月）
44. カナダCape Breton島(Nova Scotia)の南部および東部海岸沿いの30マイルの広範囲にわたって、目視と磁気探知機を使用した探索を行った。17世紀～20世紀にかけての英国船HMS Tilbury号（1749年）やフランスの軍艦Chameau号（1725年）の残骸の一部を含む難破船40隻超の位置を正確に突き止めた。これら2ヶ所の海域および他の18世紀の難破船海域数カ所で試掘が実施された。（1980年6月-10月）
45. ブラジルのNaval Museum of Rio de Janeiro（リオデジャネイロ海軍博物館）の指揮の下、Bay of All Saintsの中にあるSalvador湾（Bahia）近くでオランダの軍艦2隻、（Piet Heynの旗艦で、1627年攻撃中に沈没したHollandia号および1648年に沈没したUtrecht号）の一部を発掘。また、同湾の北30マイルの海域で、1573年に沈没したポルトガルの東インド貿易船Santa Clara号を発見した。（1980年11月-1981年3月）
46. Cape Verde諸島にあるSantiago島の東部および南部沿岸で水中考古学探査を行い、15世紀から18世紀にかけての難破船7隻を発見した。その中で最も重要なものは、Cidade Velha沖にあった16世紀半ばのポルトガル商船2隻であった。私はSal島の海岸で、紀元前5世紀にまで遡るフェニキアの難破船の痕跡を発見した。（1981年5月）
47. バハマ諸島のGreat Bahama Bank上150平方マイルの海域において目視および磁気探知機を使用して探索を行い、16世紀から19世紀にかけての難破船50隻超の位置を突き止めた。（1981年6月-11月、1983年4月-10月、1984年8月-10月）
48. リオデジャネイロ海軍博物館の後援の下で、ブラジルPermambuco州の沿岸、港湾、河口沿いに、空からの査察によりソナー装置と磁気探知機を使用し、また目視でも探索を行った。16世紀から19世紀にかけての難破船18隻（ポルトガル船、巣メイン船、オランダ船およびフランス船）の位置を突き止めた。それらの船の大部分は、オランダがこの地域を占領していた17世紀に沈没した船であった。（1982年2月-4月）
49. パリのMusée de Marine（海洋博物館）の後援の下、フランスのBrittany海岸沖をソナー装置と磁気探知機を使用して探索を行い、有名な16世紀から18世紀にかけてのQuiberon湾の戦い（1759年）で沈没したフランスの戦艦3隻を含む難破船9隻を発見。またLe Croisic沖で、フランスの軍艦Soleil Royal 号（1759年沈没）の発掘作業にも参加した。（1982年6月-7月）
50. ブラジルの海軍博物館の後援の下、Baia de Guanabara（リオデジャネイロ）で紀元前2世紀の古代ローマのアンフォラ容器運搬船と思われる難破船の水中考古学探査を行った。またこの現場で、他の難破船3隻（16世紀、17世紀および20世紀の船）を発見し、それらの調査を行った。（1982年9月-1983年2月）
51. フロリダのVero Beachとケープ・カナベラルの間の東海岸で、磁気探知機と側面ソナー装置を使用した探索を行い、17世紀から19世紀にかけての難破船の位置をいくつか突き止めた。1985年の夏に、1715年の艦隊"Cabin Site"として知られている旗艦数点の新たな船体部分の位置を突き止め、それらを発掘した。
52. アイルランドのGalway湾のLimerickおよびAran諸島近辺の海域で、1588年のスペイン大型艦隊の難破船いくつかに関して水中考古学調査を行った。（1984年11月）
53. フロリダ州Sebastianの入り江近辺の海域で、1715年のスペイン艦隊の旗艦の発掘作業を行った。（1985年3月-9月）
54. バハマ諸島のAndros 島東海岸沖で、空からの査察と目視による探索を行い、その間に18世紀の商船3隻の位置を突き止めた。（1986年3月）
55. フィリピンのルソン島のBolanao沖で目視による探索を行い、明王朝の磁器を積載した難破船3隻を発見した。（1985年10月、1986年5月）
56. フィリピンのカタンドゥアネス島、サマール島、セブ島、ボホール島、ミンドロ島およびIsla Verde島周辺海域で目視による探索を行い、その間に12世紀から19世紀にかけての難破船20隻超を探索し、それらの研究を行った。（1986年10月-12月、1989年9月）
57. グアム島沖で1960年に沈没したNuestra Señora del Pilar号および1754年に沈没したNuestra Señora del Buen Viaje号のマニラの大型帆船2隻を発見した。（1987年3月、6月および7月、1988年5月-8月）
58. サマール島の北部および西部、またTicao島、San Antonio島、Capul島の周辺海域で目視による調査を行い、難破船8隻を発見。その中の2隻は、マニラの大型帆船の可能性が高い。（1987年8月、10月－12月、1988年2月-3月、10月-12月、1989年1月-3月）
59. カリフォルニア州Drake’s湾で、1595年に沈没したマニラの大型帆船San Augustin号の残骸を探し、目視による調査を行った。（1988年9月）
60. Sulu海のBasseterreおよびTubataja岩礁沿いに目視による調査を行い、10世紀から16世紀にかけてのアジアの貿易ジャンク船5隻と、18世紀半ばの英国商船1隻を発見した。（1989年4月）
61. Drake's湾で磁気探知機を使用した調査を行い、1595年にマニラとアカプルコ間を帆走中に沈没したマニラの大型帆船San Augustin号を発見した。（1989年6月）
62. マレーシア政府の後援の下、古代におけるマラッカの港近辺の海域で目視による調査を行い、8世紀から16世紀にかけてのアジア貿易船13隻、16世紀末期のポルトガルの商船1隻、および17世紀半ばのオランダの軍艦2隻を発見した。（1989年7月-8月）
63. マレーシアのJohor沿岸沖南シナ海に浮かぶ6島の周辺で、目視と磁気探知機を使用した調査を行い、欧州諸国の植民地時代の東インド貿易船4隻と、9世紀から18世紀にかけてのアジアの貿易船11隻の位置を突き止めた。（1990年3月-8月）
64. Seahawk Deep Ocean Technology社およびHarbor Oceanographic Institutionと共に、フロリダ州St. Augustine沿岸沖の水深1,000フィート超の海底に横たわっている初期のスペイン商船の事前調査の指揮をした。同調査は有人のJohnson-Sealink潜水艇を使用して試験用の穴を掘り、同サイトに碁盤目を当てはめた写真測量法モザイクを作成した。また、その作業中に225時間分のビデオ撮影を行った。（1990年10月）
65. 現在のマレーシアに存在したマラッカ王国が、1511年にポルトガルのアフォンソ・デ・アルブケルケ提督に強奪され占領された後、スマトラ島北東海岸で沈没した同提督の旗艦である武装商船、フロール・デ・ラ・マール（英語版）号の発見作業で、South East Asia Salvage社の考古学のコンサルタントを務めた。また、この難破船発掘作業のアドバイザーとして、史実に関するコンサルタントとしても活動した。（1990年2月、1991年3月）
66. 南シナ海のAur島近隣の海域で目視と磁力探知機を使用した調査を行い、12世紀-15世紀にかけてのアジアの貿易船3隻を発見した。（1991年1月-2月）
67. フロリダ州東海岸沖の水深1,200フィートの海底における1700年頃のものと考えられるスペイン貿易船の調査と発掘作業で、Seahawk Deep Ocean Technology社とHarbor Branch Oceanographic Institutionの主任研究員および考古学者を務めた。また、フロリダ州ケープ・カナベラル沖の水深1,150フィートの海底にある南北戦争時代の密航船の調査を行った。このプロジェクトでは、有人のJohnson-Sealink II潜水艇を使用した。（1991年4月）
68. 南シナ海にあるTioman島の周辺200平方マイルの海域を、地震探査法（磁気探知機および側方探知ソナー装置を使用）と目視（遠隔操作探査機を使用）による探索を行い、宋王朝時代の船を含む難破船24隻超の位置を突き止めた。（1992年2月-11月）
69. 明王朝初期の磁器製品を運搬していたアジア貿易船2隻と、10世紀の宋王朝時代のジャンク船1隻、17世紀初頭のポルトガルの東インド商船の一部の位置を突き止めた。その4ケ所すべての現場はマレーシア東海岸沖のTioman島の近辺にある。（1993年2月-11月）
70. タイランド湾で、確認のための遠隔操作探査機を使用した調査を行い、漢王朝時代（紀元前1世紀）の難破船1隻を含むアジア貿易船4隻から数点の人工遺物を回収した。（1994年1月-4月）
71. インド洋のモルディヴで、それまで未確認であった18世紀初頭のポルトガルの東インド商船発掘作業のコンサルタントを務めた。（1994年6月-8月）
72. シンガポール南海岸沖で電子機器と目視による調査を行い、宋王朝時代から18世紀半ばにかけての難破船7隻を発見。（1995年4月-5月）
73. 南シナ海のAur島沖で、明王朝時代初頭の磁器製品を積載したジャンクを発掘した。（1995年7月-8月）
74. シチリア島南海岸沿いで古代難破船数隻の探索を行い、アンフォラ容器を積載したフェニキア船2隻と古代ローマ船3隻を発見。（1996年7月）
75. ドミニカ南西海岸沖のリーワード諸島で、17世紀のスペイン難破船2隻の位置を突き止めた。（1996年11月-997年1月）
76. フロリダ州Juno Beach沖で、1570年-1590年頃の未確認のスペイン難破船の考古学的発掘を行った。（1997年6月-10月）
77. フロリダ州ケープ・カナベラル沖で、未確認の英国難破船の海図作成を行った。（1998年6月、7月）
78. バミューダ海域で16世紀及び17世紀のスペインの難破船4隻と18世紀及び19世紀の難破船の位置を突き止めた。（1998年8月）
79. 明王朝時代のアジア貿易ジャンク3隻と、ボルネオ島の北海岸で、マゼランの船隊の1隻で、マレーシアのSabah州沖で沈没したTrinidad号の位置を突き止めた。（1999年3月-4月）
80. ペルーのCallao沖で目視による調査を行い、16世紀および17世紀のスペイン難破船5隻を発見、その調査を行った。（1999年6月）
81. チリのValparaiso港とArica港周辺で、目視と電子機器を使用しての調査を行った。（1999年7月、9月）
82. フォークランド諸島で、目視による調査を行い、19世紀初頭の難破船2隻を発見。その他、既知の沈没船でも調査を行い、南大西洋の冷温海域中に沈んでいる船体の保存状態を研究した。（2000年1月）
83. アルゼンチンのプエルト・マドリン近くで沈没した、17世紀後半のスペイン商船を発見した。（2000年2月）
84. ギリシャのロードス島近くで、8世紀フェニキアの難破船の調査を行った。（2003年4月-5月）
85. メキシコのキンタナ・ローで、17世紀、18世紀スペインの難破船の調査を行った。（2004年1月）
86. 1541年から1800年にエクアドルで難破したスペイン船の調査に取り組み、3社において考古学的なコンサルタントを行った。（2001年-2007年）
87. アゾレス諸島、バハマ、フロリダ、ケープカナベラル、エクアドルの沈没船探査に関わる。（2004年1月-現在）
88. 日本で唯一サルベージ事業をおこなっている株式会社RSTと戦略的事業パートナー契約を結ぶ。（2007年9月）
89. カリブやフロリダでの沈没船の探査などをおこなっている、セブンシーズ サーチ&サルベージ社のコンサルタントを務める。（2008年6月-2011年）
90. 中米諸国でサルベージに関する講演活動を行った。（2011年-2013年）

## 歴史に基づく航海の再現
コロンブスの1492年の帆船のレプリカ、ニーナII号による航海の共同主催者および航海士を務めた。その航海は、1962年8月から12月までのもので、スペインのPalosからSan Salvadorに到達するものであった。これにより、スペイン政府のIsabel the Catholic勲章の勲爵士の称号を受勲した。
10世紀のGokstadのヴァイキング船のレプリカによる航海の主催者および船長を務めた。本航海は、計画ではジブラルタルからYucatan半島まで、コロンブス以前の無蓋甲板と横帆艤装の船舶での航海が可能かどうかを立証するものであったが、ユーゴスラビアのRijeka から、嵐で船が遭難したチュニジアのBizertaまでの試験的な航海となった。（1964年3月-4月）
10世紀のGokstadのヴァイキング船のレプリカによる航海の主催者および船長を再度務める。航海は、アイルランドを出港して、航続距離4,400マイル過ぎのジブラルタルにて終了した。（1969年4月-6月）

## その他の職歴
- Florida Institute ofTechnology（フロリダ工科大学）で水中考古学の専任講師として教鞭に立つ（2014年1月-）
- バハマ、ジャマイカ、コロンビア、メキシコ、英国の各国で50回以上の講演会活動を行う。（2011年1月-2013年12月）
- 株式会社RST戦略的事業パートナー及びコンサルティング（2011年契約解消）
- Simex Entertainment（Simulator Experience）社で海洋史コンサルタント（1998年-現在）
- Neptune’s Bounty社で考古学コンサルタント（1999年3月-現在）
- Double Anchor Salvage Inc.社で社長（1999年2月-現在）
- Maritime Archaeological Partners, Inc.社で代表取締役（1999年1月-現在）
- Last Galleon Inc.で考古学コンサルタント（1997年6月-現在）
- 南アフリカのケープタウンAfricub Ltd.社 で考古学コンサルタント（1997年2月-現在）
- Princess Cruise Lines社で歴史と考古学の講師（1993年1月-現在）
- Phoenician South Sea Exploration社で代表取締役（1986年9月-1995年12月）
- Phoenician Exploration社で事業統括部長（1979年1月-現在）
- フロリダ州St. PetersburgにあるPort Royal Museum of Sunken Treasureで学芸員兼館長（1993年1月-1996年5月）
- Seahawk Deep Ocean Technology社で考古学コンサルタント（1988年12月-現在）
- Tanit Corporationで社長（1982年-現在）
- South East Asia Salvage社で考古学コンサルタント（1989年12月-1991年3月）
- Circle Bar Salvage of Louisiana, Inc.社で社長（1984年5月-1998年12月）
- Argosy Magazine社で考古学の編集者（1967年12月-1978年12月
- L.O.S.T., Inc.社で探索の指揮者（1978年2月-10月）
- Sea World Enterprises, Inc.社で社長（1974年8月-1976年6月）
- University of CaliforniaのSan Diego校で水中考古学の客員講師（1974年、1975年）
- Aquarius Magazine社で寄稿編集者（1972年-1976年）
- Planet Ocean 社（International Oceanographic Foundation）でコンサルタント（1974年10月）
- Dive Magazine 社で寄稿編集者（1965年1月-1974年8月）
- Seafinders, Inc.社で副社長（1971年5月-1974年5月）
- Scripps Institute of Oceanographyで水中考古学の客員講師（1974年1月-2月）
- Ocean Industry Insurers, Ltd. （在ロンドン）でコンサルタント（1971年10月-1997年11月）
- Real Eight Co., Inc.で調査・回収部門部長（1968年6月-1971年1月）
- Saturday Evening Post社で冒険関係編集者（1963年1月-9月）
- International Minerals and Chemicals Corp.（在イリノイ州Skokie）で海洋学コンサルタント（1959年-1960年12月）

## 所属している団体、教育機関など
- Academia Real de la Historia, Madrid, 1963.
- Adventurer's Club, Los Angeles, 1972.
- American Littoral Society, Sandy Hook, New Jersey, 1974.
- American Scandinavian Foundation, New York, 1963.
- Asia Society, New York, 1987.
- Caribbean Research Institute, St. Thomas, Virgin Islands, 1967.
- CEDAM International, Washington, DC, 1965.
- China Institute, New York, 1987.
- Club de Exploraciones Deportivas Acuaticas de Mexico (CEDAM), Mexico City, 1959.
- Council of Underwater Archaeology, San Francisco, 1963.
- Epigraphic Society (elected as a Fellow in 1982) San Diego, California.
- Escuela de Estudios Hispano-Americano, Seville, 1962.
- Explorer's Club (Fellow), New York, 1959.
- Fundacion Iberoamericana para el Fomento de la Cultura y Ciencias del Mar (founding member), 1992.
- Groupe Pour Le Recherche et L'lnventaire des Epaves, Paris, 1978.
- Historical Diving Society, Santa Barbara, 1997.
- Instituto del Caribe, University of Puerto Rico, 1964.
- International Oceanographic Foundation, Miami, 1965.
- Jamaican Historical Society, Kingston, 1965.
- Los Angeles Neptunes Diving Club (Founding Member of oldest diving club in U.S.), 1951.
- Malaysian Archaeological Society, Kuala Lumpur, 1990.
- National Maritime Historical Society, New York, 1971.
- National Trust for Historic Preservation, Washington DC, 1979.
- Save the Dolphin Foundation, San Francisco, 1975.
- Sea Research Society, Mount Pleasant, South Carolina, 1972.
- Society for Historical Archaeology, Washington, DC 1971.
- Society for Nautical Research, Greenwich, England, 1958.
- Society for Spanish & Portuguese Historical Studies, 1989.
- Underwater Exploration Society of Israel, 1975.
- Underwater Society of America, Philadelphia, 1960.
- USMC Sea Urchins Diving Club (Founding Member), Camp Lejeune (NC) 1954.

## メディアへの出演
多数のハリウッド映画やテレビのドキュメンタリーでコンサルタントを務めた。最近のものとしては、Arts & Entertainment NetworkのLearning Channel、History Channel、Ultimate 10、NOVA、Forty-Eight Hours、Andrew Solt Productions、Greystone Productions、BBC2、Dateline NBCなどに携わっている。100を超える数のドキュメンタリーフィルムに参画し、全米で数多く放映されており、また海外のTVでも放映された。
CBSテレビで、1963年2月に初めて放映された2時間もののドキュメンタリー番組 ”The Adventurous Voyage of the Nina”（“Nina号の冒険航海”）、1964年8月のNBCテレビの特別番組の1時間もののドキュメンタリー番組 ”Viking Voyage”（“バイキングの航海”）、また、1975年－1976年の間に、Rod Serlingによるナレーションで、テレビのネットワークで放映された2時間ものの映画 ”Treasure Galleon”（“財宝の大型帆船”）、1981年の”Indian Ocean Treasure”（“インド洋の財宝”）、またフランスとアメリカのテレビ用に1982年に制作された”The Battle of Quiberon Bay”（“キブロン湾の戦闘”）などがある。

## コラボ商品
本格的スポーツウオッチシリーズ<セイコー プロスペックス>とのコラボレーションモデルで2009年4月上旬に限定300本発売。
時計は1,000m飽和潜水用防水仕様の本格的ダイバーズウオッチ<セイコー プロスペックス>SBBN011がベースとなっており、旧スペイン帝国の銀貨が1枚と銀貨の証明書が専用ボックスに収められた限定品。

## 著書
- コロンブスそっくりそのまま航海記（2009年4月　朝日新聞出版）ISBN 978-4-02-250520-0
- They Found Treasure: [interviews] by Robert Forrest Burgess (New York : Dodd, Mead, ©1977) ISBN 0-396-07450-2,
- In Quest of the Great White Gods: contact between the Old and New World from the dawn of history by Robert F.Marx and Jenifer Marx (New York : Crown, ©1992) ISBN 0517582708, ISBN 9780517582701,
- Readings in Physical Anthropology and Archaeology by David E Hunter and Phillip Whitten (New York : Harper & Row, ©1978) ISBN 0060430230, ISBN 9780060430238,
- Spence's Guide to South Carolina : diving, 639 shipwrecks (1520-1813), saltwater sport fishing, recreational shrimping, crabbing, oystering, clamming, saltwater aquarium, 136 campgrounds, 281 boat landings by E. Lee Spence, (Nelson Southern Printing, Sullivan's Island, S.C.: Spence, ©1976)
- Always Another Adventure, by Robert F.Marx (Cleveland, World Pub. Co., 1967)
- Shipwrecks of the Virgin Islands, 1523-1825 by Robert F.Marx; Edward L Towle and the Caribbean Research Institute (St. Thomas, V.I., Caribbean Research Institute, 1969)
- The Search for Sunken Treasure: Exploring the world's great shipwrecks by Robert F.Marx and Jenifer Marx (Toronto : Key-Porter Books, ©1993) ISBN 1550134183, ISBN 9781550134186, ISBN 1550134973, ISBN 9781550134971,
- Treasure Lost at Sea : Diving to the world's great shipwrecks by Robert F.Marx and Jenifer Marx (Buffalo, N.Y. : Firefly Books, ©2003) ISBN 1552978729, ISBN 9781552978726,
- The Battle of the Spanish Armada 1588 by Robert F.Marx (Cleveland, World Pub. Co., ©1965)
- Still More Adventures by Robert F.Marx (Mason/Charter, 1976) ISBN 0884053598
- Sea Fever by Robert F.Marx (Garden City, N.Y., Doubleday, 1972)
- Port Royal Rediscovered by Robert F.Marx (Garden City, N.Y., Doubleday, 1973) ISBN 0385082967, ISBN 9780385082969,
- The Underwater Dig: an introduction to marine archaeology by Robert F.Marx (New York : H.Z. Walck, 1975) ISBN 0809835363,
- Shipwrecks of the Western Hemisphere, 1492-1825 by Robert F.Marx (New York, World Pub. Co., 1971)
- The Lure of Sunken Treasure: under the sea with marine archaeologists and treasure hunters by Robert F.Marx (New York, McKay, 1973)
- Into the Deep : the history of man's underwater exploration by Robert F.Marx (Van Nostrand Reinhold, ©1978) ISBN 0442803869, ISBN 9780442803865,
- Encyclopedia of Western Atlantic Shipwrecks and Sunken Treasure by Victoria Sandz and Robert F.Marx (Jefferson, N.C.: McFarland, ©2001) ISBN 0786410183,
- The World's Richest Shipwrecks by Robert F.Marx and Jenifer Marx (Toronto: Key Porter Books, 2005) ISBN 1552636569,
- Treasures from the Sea: Exploring the world's great shipwrecks by Robert F.Marx and Jenifer Marx (Toronto: Key Porter Books, 2003) ISBN 1552632075, [ OCLC 52039638]
- The treasure fleets of the Spanish Main by Robert F.Marx (Cleveland, World Pub. Co., 1968)
- The Battle of Lepanto, 1571 by Robert F.Marx (Cleveland, World Pub. Co., 1966)
- They Dared the Deep; a history of diving by Robert F.Marx (Cleveland, World Pub. Co., 1967)
- Following Columbus; the voyage of the Nina II by Robert F.Marx (Cleveland, World Pub. Co., ©1964)
- Buried Treasure of the United States: how and where to locate hidden wealth by Robert F.Marx (New York : McKay, ©1978) ISBN 0679507957, ISBN 9780679507956, [ OCLC: 3203427]
- Buried treasures you can find : over 7500 locations in all 50 states by Robert F.Marx (Dallas, TX : Ram Books, ©1993)ISBN 0915920824, ISBN 9780915920822,
- Shipwrecks in Florida Waters : a billion dollar graveyard by Robert F.Marx (Chuluota, Fla.: Mickler House, 1985, ©1979) ISBN 0913122513,
- The History of Underwater Exploration by Robert F.Marx (New York : Dover Publications, 1990) ISBN 0486264874,
- In the Wake of Galleons by Robert F.Marx (Flagstaff, AZ: Best Pub. Co., ©2001) ISBN 0941332950,
- Clay smoking pipes recovered from the sunken city of Port Royal October 1, 1967-March 31, 1968 by Robert F.Marx; Jamaica National Trust Commission (Kingston, Jamaica National Trust Commission, 1968)